# Anders Johan Johansson
Anders Johan Johansson (i riksdagen kallad Johansson i Bro), född 10 oktober 1863 i Sevalla församling, död 22 juni 1942 i Sevalla församling, var en lantbrukare och politiker. Han var ledamot av riksdagens andra kammare 1921, 1922-1924, 1929-1936 och tillhörde bondeförbundet. I Riksdagen motionerade han företrädesvis om kommunala frågor t. ex. fattigvården och om landsbygdens problem, som elektrifiering och vattenavledning.